# Scorpiops sejnai
Espèce
Synonymes
- Euscorpiops sejnai (Kovařík, 2000)

Scorpiops sejnai est une espèce de scorpions de la famille des Scorpiopidae.

## Distribution
Cette espèce est endémique de la province de Thừa Thiên-Huế au Viêt Nam. Elle se rencontre dans le parc national de Bach Ma.

## Description
Le mâle holotype mesure 42,6 mm.

## Systématique et taxinomie
Cette espèce a été décrite par Kovařík en 2000. Elle est placée dans le genre Euscorpiops  par Soleglad et Sissom en 2001. Elle est replacée dans le genre Scorpiops par Kovařík, Lowe, Stockmann et Šťáhlavský en 2020.

## Étymologie
Cette espèce est nommée en l'honneur de Vladimír Šejna.

## Publication originale
- Kovařík, 2000 : « Revision of family Scorpiopidae (Scorpiones), with descriptions of six new species. » Acta Societatis Zoologicae Bohemicae, vol. 64, p. 153-201 (texte intégral).